# ديبورا باركر
ديبورا باركر (بالإنجليزية: Deborah Parker) هي عضوة مجلس إدارة أمريكية، ولدت في 1970. وهي ناشطة وزعيمة محلية في الولايات المتحدة وعضو في قبائل التولاليب التي شغلت فيها منصب نائب الرئيس بين عامي 2012 و2015، وأصبحت اعتباراً من يوليو عام 2018 عضو مجلس إدارة في «ثورتنا» والمركز الوطني لموارد نساء الشعوب الأصلية، وهي أيضاً مؤسس مشارك في نهضة نساء الشعوب الأصلية.
نجحت باركر أثناء قانون مناهضة العنف ضد المرأة لعام 2013 في شن حملة من أجل مناهضة وإدراج الأحكام التي منحت السيادة القبلية في الولايات المتحدة ولاية قضائية على جرائم العنف ضد النساء والأسر التي تشمل الأمريكيين غير الأصليين في الأراضي القبلية، كما عملت أيضاً في عام 2016 كأحد أعضاء لجنة منتدى «المؤتمر الوطني الديمقراطي» التي تمثل بيرني، حيث «ساعدت في ضمان دمج المبادرات السياسية للسكان الأصليين في النهاية ضمن البرنامج الأكبر للحزب».

## السيرة الذاتية
ديبورا باركر، هي عضو في قبائل التولاليب التي تشمل سلالات تولاليب ولومي وياكوي والأباتشي، يعود اسمها الأصلي «تسي ساي ألتس» إلى عدة أجيال إلى الوراء من جهة والدتها، وكان جدها لومي الأصل من خليج كويتشان وجدتها من منطقة نهر سنوهوميش.
ولدت ديبورا في عام 1970 لسلالة تولاليب من جهة أبيها وسلالة ياكوي-أباتشي من جهة والدتها، ونشأت على التحفظ وكانت على علم مباشر بالعديد من المشكلات التي تواجه مجتمع الأمريكيين الأصليين والتي حاولت إصلاحها لاحقاً.
تخرجت من جامعة واشنطن في عام 1999 مع بكالوريوس آداب في الدراسات الإثنية الأمريكية وعلم الاجتماع العرقي، كما شاركت باركر منذ تخرجها في العديد من المجموعات والمنظمات.
عملت باركر قبل عملها في قبائل توليب كمديرة مدرسة الشفاء السكنية التابعة لأمة تسليل-ووتوث الأولى وشاركت في «معاهدة مكتب فرقة العمل» لأمة اللومي حيث وُجهت من قبل قادة السكان الأصليين مثل بيلي فرانك جونيور وجو ديلاكروز وهنري كاجي وجويل جيمس.
وضعت باركر في وقت لاحق برنامجين لقبائل تولاليب: «الأمهات الشابات»؛ وهي عبارة عن مبادرة ذات صلة ثقافية للأمهات المراهقات، و«برنامج التبغ الشائع القبلي» الذي شجع استخدام التبغ بمسؤولية بين أعضاء القبائل مع الاعتراف بدوره المقدس بين الأمريكيين الأصليين الموجودين في الولايات المتحدة.
عملت باركر من عام 2005 وحتى عام 2012 كمحللة سياسات تشريعية في مكتب الشؤون الحكومية لقبائل التولاليب، وخدمت في مارس من عام 2012 كنائبة رئيس قبائل التولاليب لتصبح المرأة الوحيدة في مجلس الإدارة وأصغر عضو فيه، ثم قررت عدم الدخول في انتخابات عام 2015 بعد مرور ثلاث فترات انتخابية كنائبة رئيس؛ وذلك من أجل التركيز بشكل أكبر على عائلتها ونشاطها.
واصلت باركر أثناء خدمة قبائل التولاليب إشراك نفسها في أمور تحسين التعليم والانخراط السياسي مع الأمريكيين الأصليين الموجودين في واشنطن، حيث انتُخبت في يناير عام 2005 كأمينة «الخيارات والعواقب»؛ وهي منظمة غير ربحية تشجع الممارسات الصحية بين الشباب الموجودين في واشنطن، وتمت ترقيتها لاحقاً كرئيس لمجلس الإدارة.
شاركت باركر عام 2006 في تطوير «تصويت السكان الأصليين في واشنطن»؛ وهي منظمة سعت لتشجيع المزيد من المشاركة السياسية بين الأمريكيين الأصليين، كما لعبت في عام 2007 دور العمة فران في «ظل سمكة السلمون»؛ وهو عبارة عن دراما وثائقية تتحدث عن أهمية السلمون لدى الشعوب الشمالية الغربية الأصلية، والتي رُشحت للعديد من الجوائز.
عُينت باركر لاحقاً في سبتمبر عام 2010 من قبل «برنامج جامعة واشنطن لأصدقاء الفرص التعليمية» كعضو في مجلس الأمناء فيها، حيث أكملت كامل فترة ولايتها فيها التي استمرت ثلاث سنوات.
انضمت باركر في عام 2013 -الذي قدمت فيه جهودها لإصدار قانون مناهضة العنف ضد المرأة- إلى مجموعة «القومية الأم» التي سميت فيما بعد «النساء المحليات المحتاجات» وحصلت على عضوية فخرية في مجلس الإدارة بعد ثمانية أشهر من دعم هذه المجموعة.
اعتُمدت باركر في بداية الأمر في المنظمة بفضل العمل الذي قامت به وبسبب تفاني مؤسسها، حيث شغلت من عام 2014 وحتى عام 2017 منصب عضو مجلس الأمناء لمتحف مؤسسة سيمثسونيان الوطنية للهنود الأمريكيين، وقد اختيرت باركر في أكتوبر عام 2017 للعمل كمديرة للمساواة والتنويع والتعليم الهندي في مدرسة ماريزفيل المحلية، والتي استمرت في العمل فيها حتى يونيو عام 2018.
تعيش باركر في مدينة تولاليب، واشنطن، وهي أم لثلاثة أطفال لها ولطفلين لزوجها مايرون ديوي مخرج السينما الوثائقية، وأصبحت اعتباراً من يوليو عام 2018 عضو مجلس إدارة في «ثورتنا» والمركز الوطني لموارد نساء الشعوب الأصلية وكبير الاستراتيجيين «لقانون بايبستيم» -وهو عبارة عن شركة قانونية متخصصة في تمثيل مصالح سكان أمريكا الأصليين- ومحللة سياسية تطوعية لصالح «القومية الأم»، وهي منظمة غير ربحية تدعم نساء أمريكا الأصليين.

## العمل والنشاط
تصف باركر نشاطها وقدرتها على مقاومة الصعاب التي تواجهها «بوضع المحارب»، حيث حصلت على العديد من الجوائز المتعلقة بنشاطها وتواصلها القبلي بما في ذلك جائزة «الروح الدائمة الصادرة عن شبكة أعمال السكان الأصليين في عام 2010» وجائزة «والد السنة الصادرة عن الرابطة الوطنية الهندية للتعليم في عام 2011» وجائزة «خدمة المجتمع الصادرة عن ثورة بنات أمريكا في عام 2010» وجائزة «المشاركة الوطنية الصادرة عن لؤلؤة الصندوق الائتماني كوبويمان بولر في عام 2013» وجائزة  «حقوق الإنسان الصادرة عن لجنة مقاطعة سنوهوميش في عام 2016» وجائزة «تأثير المجتمع المحلي على الفرد الصادرة عن صوت المجتمع في عام 2017».
كُرّمت باركر في سبتمبر عام 2015 في المرتبة الأولى من أصل خمسين في برنامج«خمسين وجه في الدولة الهندية»، وكانت المتحدث الرئيسي في مؤتمر العقيدة السنوي الثاني ومؤتمر العمل في بيئة الفريق عام 2017.

### إعادة تفويض قانون مناهضة العنف ضد المرأة لعام 2012-13
كانت باركر «حاسمة» في الحملة التي دفعت لإعادة التفويض خلال المعركة السياسية التي سبقت إعادة تفويض قانون مناهضة العنف ضد المرأة لعام 2013، كما أثرت شهادتها العلنية الموجهة إلى الكونغرس على وجه الخصوص.
زارت باركر في عام 2012 هيئة واشنطن المتمثلة بالسيناتور باتي موراي لمناقشة قضايا سمك السلمون والموارد الطبيعية أثناء وجودها في واشنطن العاصمة لعقد اجتماع مع وكالة حماية البيئة، حيث تعلمت خلال زيارتها عن الجهود المبذولة لإعادة تفويض قانون مناهضة العنف ضد المرأة لعام 2012 والكفاح الذي كان يواجهه فريق موراي للحفاظ على دعم الولاية القبلية.
من المحتمل أن تفشل عملية إعادة التفويض وفقاً لرأي الفريق، خصوصاً مع وجود الحكم القبلي حيث وُصف التشريع على أنه «يفتقر إلى المواجهة»، كما طلبت باركر التحدث مباشرة مع موراي بعد أن سُئلت عن معرفتها لأي قصص يمكن أن تساعد الجهود المبذولة لإعادة تفويض قانون مناهضة العنف ضد المرأة لعام 2012، وغادرت مباشرةً للقائه على انفراد في قاعة مجلس الشيوخ.
التقت باركر مع موراي في وقت لاحق من ظهيرة ذلك اليوم لمناقشة مشروع المناهضة وإدراج الأحكام التي منحت السيادة القبلية في الولايات المتحدة ولاية قضائية على جرائم العنف ضد النساء والأسر التي تشمل الأمريكيين غير الأصليين في الأراضي القبلية.

### وجهات نظر
وصفت باركر خلال مقابلة أجريت في عام 2016 وجود قيود وطنية على حيازة الأسلحة لأولئك الذين سبق أن اتهموا بالعنف المنزلي باعتباره «ضرورة» لحماية النساء، كما وجهت اللوم لاستخدام دونالد ترامب مصطلح «بوكاهانتس» كلقب لإليزابيث وارين (التي تطالب بميراث شيروكي وديلاوير) والذي وصفته بأنه «مهين للغاية» خصوصاً مع معاملة ترامب السابقة للدول القبلية وسيادتها عمومًا.
كما تنتقد باركر معاملة الحكومة الأمريكية الحالية والتاريخية للسكان الأصليين، وتشبّه محميات السكان الأصليين «بمعسكرات الاعتقال».
تدعم باركر القواعد والتوجيهات التي تحافظ على أساليب الحياة الأصلية وتحترم خصوصية التقاليد والممارسات فيما يتعلق بالمعارف التقليدية للشعوب الأصلية ولاسيما المعارف التقليدية المأخوذة من البيئة المحيطة والطب التقليدي، كما تؤكد على أهمية النظر إلى معارف السكان الأصليين من منظور السكان الأصليين نفسهم والتي قد تختلف عن «نهج العلوم الغربية» في هذه القضايا.

## أنظر أيضا
- تاريخ الأمريكيين الأصليين في الولايات المتحدة
- الحقوق المدنية للأمريكيين الأصليين
- سياسات المحافظة على الأمريكيين الأصليين
- العنف على المرأة في الولايات المتحدة